# Alexander van Constantinopel
De heilige Alexander van Constantinopel of Alexander van Byzantium (circa 250 - circa 340 Constantinopel) was bisschop in Constantinopel ten tijde van de Romeinse keizer Constantijn. Hij was er (hulp)bisschop vanaf het jaar 314 tot zijn dood. Hij werd dus bisschop tussen zijn 60e en 70e jaar, een unicum in die tijd. Mogelijks was hij tevoren monnik. 
Als hulpbisschop werd hij de spilfiguur in Byzantium tijdens de ziekteafwezigheid van de nog oudere bisschop Metrophanes van Byzantium. Alexander werd meegesleurd in het dispuut met de Arianen tijdens het Eerste Concilie van Nicea (325). Hij moest zijn overste Metrophanes vervangen of was hem, waarschijnlijk, al opgevolgd. Onder invloed van brieven van zijn naamgenoot Alexander van Alexandrië koos Alexander de kant van de orthodoxen, tegen Arius. Dit zinde keizer Constantijn niet, en evenmin bisschop Eusebius van de toenmalige keizerlijke residentiestad Nicomedia in Bithynië. De hele entourage van het keizerlijk hof dreigde Alexander af te zetten indien hij zich niet verzoende met Arius. Alexander wachtte Arius op in de Hagia Irene, de toenmalige bisschopskerk van Byzantium. Volgens de kerkhistoricus Socrates Scholasticus stierf Arius op weg naar de kerk.
Alexander maakte de verhuis mee van het keizerlijk hof van Nicomedia naar Byzantium. Tijdens zijn bisschopsambt veranderde de stad Byzantium van naam, en werd Constantinopel (330).
Alexander werd heilig verklaard in de roomse en orthodoxe kerken. 
Later werd hij ook patriarch van Constantinopel genoemd, alhoewel dit patriarchaat nog niet bestond in Alexanders tijd.